# Petter Andersen
Petter Andersen (* 2. ledna 1974 Lørenskog) je bývalý norský rychlobruslař.
V roce 1993 se poprvé zúčastnil juniorského světového šampionátu. Do závodů Světového poháru premiérově nastoupil roku 1994. V roce 2000 byl šestý na Mistrovství Evropy a podobného umístění, páté příčky, dosáhl i v roce 2002. Zúčastnil se Zimních olympijských her 2002 (1000 m – 28. místo, 1500 m – 20. místo). Na Mistrovství světa 2005 vybojoval bronzové medaile z distance 1000 m a ze stíhacího závodu družstev. Startoval také na ZOH 2006 (1000 m – 18. místo, 1500 m – 7. místo). Po sezóně 2005/2006 ukončil aktivní sportovní kariéru. V roce 2016 se zúčastnil jednoho veteránského závodu.